# Federazione Industria Musicale Italiana
Federazione Industria Musicale Italiana (FIMI) (Skabelon:Lang-dk) er en paraplyorganisation der holder styr på næsten alle aspekter af musikindustrien i Italien. Den blev grundlagt i 1992, da større pladeselskaber forlod det tidligere Associazione dei Fonografici Italiani (AFI). I de følgende år forlod de resterende pladeselskaber AFI for at blive medlem hos FIMI. I 2011 repræsenterede FIMI 2.500 firmaer i musikindustrien.
FIMI er medlem af International Federation of the Phonographic Industry og den italienske arbejdstagerforening, Confindustria.